# Montlivaltia
Montlivaltia is een geslacht van uitgestorven koralen, dat voorkwam van het Trias tot het Tertiair. Dit geslacht omvat meer dan negentig soorten.

## Beschrijving

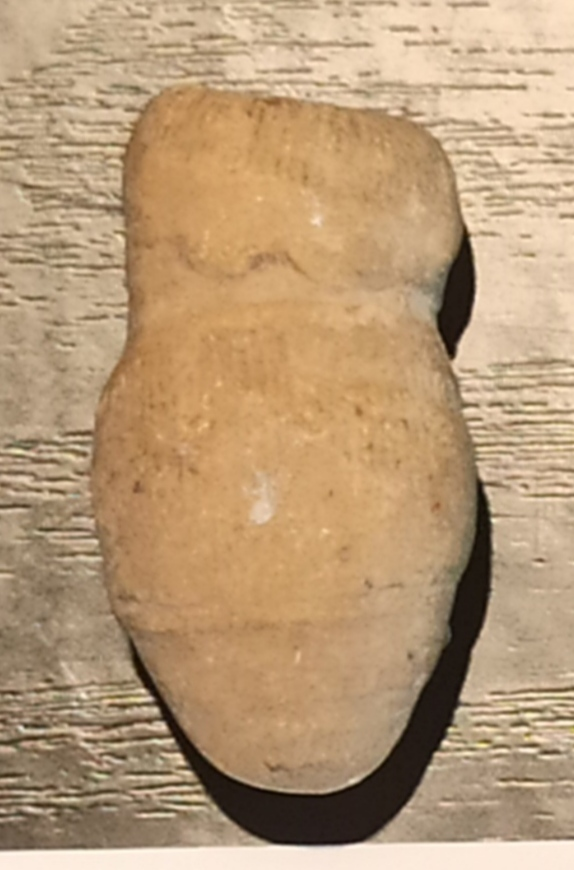
Montlivaltia sp., Etropole History Museum

Dit 2,5 tot 9 centimeter lange, solitaire koraal was kegelvormig of afgeplat. De oppervlakte was gerimpeld met vele septa. De buitenzijden waren getand of geribt. Het bevatte vele dissepimenten.

## Soorten
- Montlivaltia alata Ogilvie, 1897 †
- Montlivaltia alcobacensis Koby, 1904 †
- Montlivaltia angusticostata Umbgrove, 1925 †
- Montlivaltia arcuata Beauvais & M'Rabet, 1977 †
- Montlivaltia atlantica Morton, 1829 †
- Montlivaltia bangoinensis Liao & Xia, 1985 †
- Montlivaltia bifida Liao & Xia, 1994 †
- Montlivaltia bulgarica Toula, 1882 †
- Montlivaltia bullata Milaschewitsch, 1876 †
- Montlivaltia caespitosa Münster, 1841 †
- Montlivaltia capitata Münster, 1841 †
- Montlivaltia cartieri Koby, 1884 †
- Montlivaltia caryophyllata Lamouroux, 1821 †
- Montlivaltia cavali d'Achiardi, 1880 †
- Montlivaltia champlittensis de Fromentel, 1861 †
- Montlivaltia chariensis Gregory, 1902 †
- Montlivaltia cherahilensis Beauvais & M'Rabet, 1977 †
- Montlivaltia choffati Koby, 1883 †
- Montlivaltia compressa de Fromentel, 1861 †
- Montlivaltia compressoides Koby, 1883 †
- Montlivaltia cornutiformis Gregory, 1900 †
- Montlivaltia cosmanni Koby, 1906 †
- Montlivaltia cottreaui Collignon, 1932 †
- Montlivaltia crassisepta Fromentel, 1861 †
- Montlivaltia crenata Münster, 1841 †
- Montlivaltia culullus Gregory, 1900 †
- Montlivaltia cupuliformis Milne-Edwards & Haime, 1851 †
- Montlivaltia cyclolitoides Milne-Edwards & Haime, 1849 †
- Montlivaltia decipiens Goldfuss, 1826 †
- Montlivaltia deqenensis Deng & Zhang, 1984 †
- Montlivaltia dianthus Milaschewitsch, 1876 †
- Montlivaltia dilatata Michelin, 1843 †
- Montlivaltia ducreti Koby, 1883 †
- Montlivaltia ellipsocylindrica He & Xiao, 1990 †
- Montlivaltia frustriformis Gregory, 1900 †
- Montlivaltia gigas de Fromentel, 1861 †
- Montlivaltia gregoryi Alloiteau, 1958 †
- Montlivaltia greppini Koby, 1883 †
- Montlivaltia gyensis de Fromentel, 1860 †
- Montlivaltia hourcqi Alloiteau, 1958 †
- Montlivaltia icaunensis d'Orbigny, 1850 †
- Montlivaltia incubans Michelin, 1845 †
- Montlivaltia induta Alloiteau, 1958 †
- Montlivaltia jaunensis Koby, 1884 †
- Montlivaltia kachensis Gregory, 1900 †
- Montlivaltia kairouanensis Beauvais & M'Rabet, 1977 †
- Montlivaltia kobyi Beauvais, 1966 †
- Montlivaltia langi Koby, 1883 †
- Montlivaltia laufonensis Koby, 1883 †
- Montlivaltia lesueuri de Fromentel & Ferry, 1867 †
- Montlivaltia mallens Liao & Xia, 1985 †
- Montlivaltia matheyi Koby, 1883 †
- Montlivaltia mayaoensis Liao, 1982 †
- Montlivaltia meriani Koby, 1883 †
- Montlivaltia mitodaensis Eguchi, 1951 †
- Montlivaltia moeschi Koby, 1883 †
- Montlivaltia multiformis Toula, 1889 †
- Montlivaltia nattheimensis Milaschewitsch, 1876 †
- Montlivaltia obconica Münster, 1829 †
- Montlivaltia obliqua Münster, 1841 †
- Montlivaltia orientalis Bugrova, 1991 †
- Montlivaltia parasitica Duncan, 1867 †
- Montlivaltia paucisepta Beauvais, 1964 †
- Montlivaltia pedunculata Duncan, 1867 †
- Montlivaltia polymorpha Terquem & Piette, 1865 †
- Montlivaltia rosula Eichwald, 1865 †
- Montlivaltia rugulosa Koby, 1897 †
- Montlivaltia sarthacensis d'Orbigny, 1850 †
- Montlivaltia septafindens Volz, 1896 †
- Montlivaltia shiquanheensis Liao, 1982 †
- Montlivaltia sioufensis Beauvais & M'Rabet, 1977 †
- Montlivaltia smithi Milne-Edwards & Haime, 1851 †
- Montlivaltia soaravikelyensis Alloiteau, 1958 †
- Montlivaltia stueri Beauvais, 1972 †
- Montlivaltia subdispar Fromentel, 1858 †
- Montlivaltia subinflata Beauvais & M'Rabet, 1977 †
- Montlivaltia subturbinata Beauvais & M'Rabet, 1977 †
- Montlivaltia superficialis Alloiteau, 1958 †
- Montlivaltia symmetrica He & Xiao, 1990 †
- Montlivaltia tenuilamellata Roniewicz, 1976 †
- Montlivaltia tenuilamellosa Milne-Edwards & Haime, 1851 †
- Montlivaltia thurmanni Koby, 1883 †
- Montlivaltia todanaensis Eguchi, 1951 †
- Montlivaltia trochoides Milne-Edwards & Haime, 1851 †
- Montlivaltia truncata Defrance, 1817 †
- Montlivaltia tubicina Koby, 1883 †
- Montlivaltia turgida Milaschewitz, 1876 †
- Montlivaltia uricornis Milaschewitz, 1876 †
- Montlivaltia variabilis Koby, 1883 †
- Montlivaltia vasiformis Michelin, 1840 †
- Montlivaltia vesiculosa Koby, 1884 †
- Montlivaltia waterhousei Milne-Edwards & Haime, 1851 †
- Montlivaltia xainzaensis Liao, 1982 †
- Montlivaltia xizangensis Liao & Xia, 1985 †
- Montlivaltia zangbeiensis Liao & Xia, 1985 †